# Antonio Puche
Antonio Puche Vicente, deportivamente conocido como Puche II (Yecla, Murcia, 2 de agosto de 1972) es un exfutbolista y entrenador español. Jugó de delantero.
Fue también conocido futbolísticamente como Puche II, ya que coincidió con su hermano José en el Palamós CF. Consiguió el Pichichi de Segunda División en la temporada 1994-95 con los colores del Palamós, con 21 goles.

## Trayectoria

### Como jugador
Se inició en el Yeclano, y posteriormente lo fichó el Elche, donde jugó en su filial, el Ilicitano. Debutó con 16 años en Primera División de la mano del entrenador Ladislao Kubala. Fue internacional sub-16. Fue sonado también los 6 goles que logró en un partido en Segunda División contra el Leganés (7-1), cuando defendía los colores del Palamós.

### Como director deportivo y entrenador
Desde 2005 a 2007 fue el director deportivo del Cádiz CF, y en la temporada 2007/08 lo fue del Xerez CD con quien compartiría la secretaría técnica con otro exjugador: Antonio Poyatos. 
En la temporada 2008/09 fichó por el Hércules CF como segundo entrenador de la mano del mánager general del club herculano, Juan Carlos Mandiá.
En la temporada 2009/10 llega al Real Racing Club de Santander como segundo entrenador de la mano de Juan Carlos Mandiá.
En la temporada 2010/11 ficha por el CD Tenerife, también como segundo entrenador de Juan Carlos Mandiá.
En junio de 2011 vuelve Juan Carlos Mandiá al Hércules CF y se lo lleva como segundo entrenador. 
En 2013 firma con el Al Yarmouk es el club más humilde de Kuwait a todos los niveles. Este histórico del fútbol español modesto, ex-atacante del Elche, Palamós, Villarreal, Toledo, Jaén, Granada, Linares o Novelda da el paso de entrenar en un país exótico.
En la temporada siguiente firma con el Qadsia SC, con el que se proclama campeón de la Copa AFC, al derrotar en la final al Erbil iraquí en la tanda de penaltis (4-2) tras acabar el encuentro con empate a cero.
En mayo de 2016, fue nombrado nuevo entrenador del Anorthosis Famagusta, quinto clasificado del último campeonato chipriota. En el pasado curso dirigió al Al-Qadsia kuwaití. 
En octubre de 2016, rescindió "de mutuo acuerdo" su contrato como entrenador del Anorthosis a consecuencia de sus pobres resultados. El equipo era octavo en el campeonato chipriota con un balance de una victoria, cuatro empates y dos derrotas.
El 21 de julio de 2023, firma como entrenador del Club Deportivo Oriente Petrolero de la Primera División de Bolivia, al que dirige hasta el 7 de noviembre de 2023, cuando sería destituido.

## Clubes

### Como jugador
| Club                | País   | Año       |
| ------------------- | ------ | --------- |
| Elche CF            | España | 1988-1992 |
| Valencia B          | España | 1992-1993 |
| Palamós CF          | España | 1993-1995 |
| Villarreal CF       | España | 1995-1997 |
| CD Toledo           | España | 1996-1997 |
| Real Jaén CF        | España | 1997-1998 |
| Granada CF          | España | 1998-1999 |
| Novelda CF          | España | 1999-2000 |
| UD Pájara Playas    | España | 2000-2001 |
| Frutas de Abarán CF | España | 2002-2003 |
| CD Linares          | España | 2003-2004 |

### Como entrenador
| Club                                    | País    | Año       |
| --------------------------------------- | ------- | --------- |
| Córdoba CF (Juvenil)                    | España  | 2004-2005 |
| Xerez CD B                              | España  | 2007-2008 |
| Hércules CF (2º entrenador)             | España  | 2008-2009 |
| Real Racing Club (2º entrenador)        | España  | 2009      |
| Club Deportivo Tenerife (2º entrenador) | España  | 2010-2011 |
| Hércules CF (2º entrenador)             | España  | 2011-2012 |
| Al Yarmouk (2º entrenador)              | Kuwait  | 2012-2014 |
| Qadsia Sporting Club                    | Kuwait  | 2013-2016 |
| Anorthosis Famagusta                    | Chipre  | 2016      |
| AS Saint-Étienne (2º entrenador)        | Francia | 2017      |
| China Sub-15                            | China   | 2018-2023 |
| Club Deportivo Oriente Petrolero        | Bolivia | 2023      |

## Palmarés

### Distinciones individuales
| Distinción                          | Año  | Goles |
| ----------------------------------- | ---- | ----- |
| Trofeo Pichichi de Segunda División | 1995 | 21    |